# Nazaré da Mata (kommun)
Nazaré da Mata är en kommun i Brasilien.   Den ligger i delstaten Pernambuco, i den östra delen av landet, 1 600 km nordost om huvudstaden Brasília. Antalet invånare är 30 782.
Följande samhällen finns i Nazaré da Mata:
- Nazaré da Mata

Omgivningarna runt Nazaré da Mata är en mosaik av jordbruksmark och naturlig växtlighet. Runt Nazaré da Mata är det ganska tätbefolkat, med 111 invånare per kvadratkilometer.